# Baghy Gyula (író)
Baghy Gyula (írói nevén: Julio Baghy) (Szeged, 1891. január 13. – Budapest, 1967. március 18.) eszperantista, színész, eszperantó nyelven alkotó magyar költő, író, műfordító. Az eszperantó mozgalom egyik jeles úttörője volt.

## Családja
Édesapja Baghy Gyula színész, édesanyja Bodrogi Mária színésznő és színházi súgó. Anyai nagyszülei Bodrogi Dénes és Pavlon Lina színészek. Felesége Zsiros Erzsébet Irma, akivel 1924. november 24-én kötött házasságot Budapesten.

## Életpályája
A családi hagyománynak megfelelően a színészi és a rendezői pályára lépett 1910-ben. 1911-ben kezdett az eszperantó nyelvvel foglalkozni. Az I. világháborúban szibériai fogságba esett, több szibériai hadifogolytáborban megfordult (Berjozovka, Nikolszk-Usszurijszk), mindenütt tanította az eszperantót, s a hadifogolyszínház előadásaiban színdarabokat rendezett és színészként is játszott. A Nikolszki Kabaré tagjai: Baghy Gyula, Bognár Rezső, Castiglione László, Elekes Sándor, Gubacs Gábor, Gyöngyi László, Lőcsey László, Katona István, Mészáros Dezső, Sándor Zoltán, Zimmer Emil. 

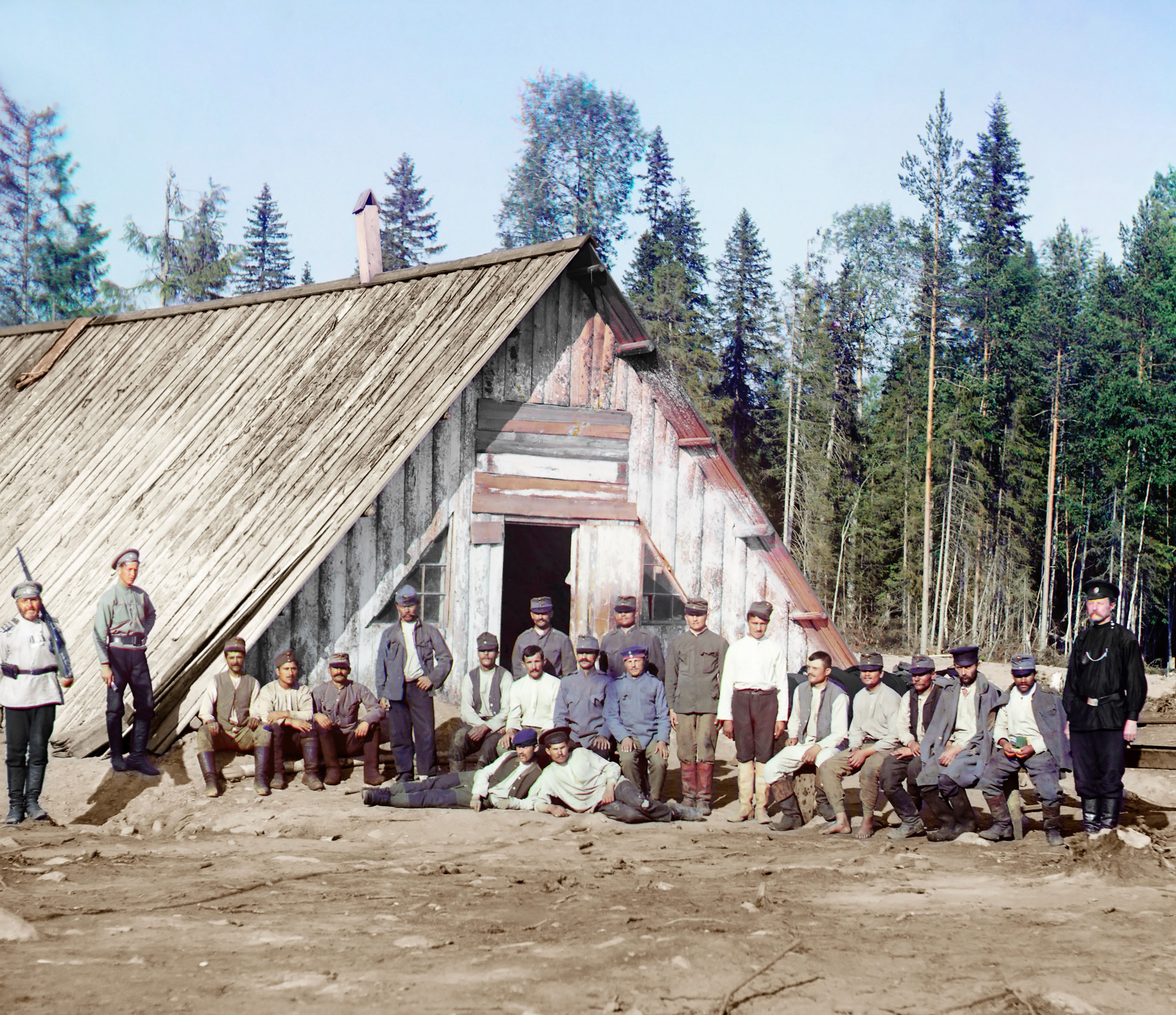
Hadifoglyok az Osztrák-Magyar Monarchiából Oroszországban (1915)

Hat év (1915–1920) után került haza a fogságból, és teljesen az eszperantónak szentelte idejét: baráti köröket szervezett, tanfolyamokat vezetett itthon és külföldön. 1933-ig a Literatura Mondo (Irodalmi Világ) című folyóirat társszerkesztője Kalocsay Kálmán főszerkesztő mellett.
Több regényt és novellát fordított eszperantóra; szép számmal vannak eszperantó nyelven írt költeményei, regényei. Sokat foglalkozott az eszperantó színjátszás megteremtésének gondolatával is. Első eszperantó színművét Számum címen 1929-ben mutatták be Budapesten a 21. Eszperantó Világkongresszuson. Nagy sikere volt.
Számos eszperantó nyelvű nyelvkönyve, nyelvtankönyve, olvasókönyve közül az egyik legsikeresebb La verda koro (Zöld szív) című olvasókönyv, számos kiadást megért 1937 és 1982 között.

## Emlékezete
- A homa homo (emberi ember)-ről pályatársa és barátja, Kalocsay Kálmán Rimportretoj című versében írt meleg szavakkal. Ezt a verset El “Rimportretoj” de Kolomano Kalocsay címmel Fejes Márton fordította magyarra.[2]

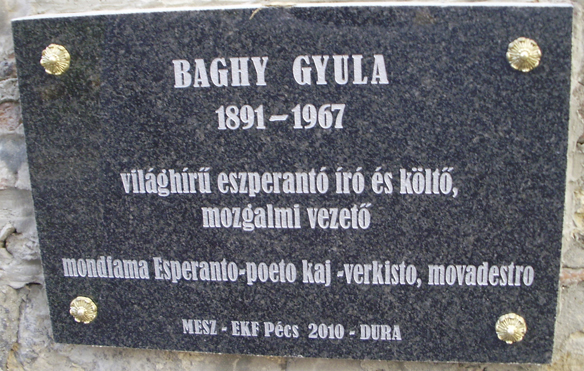
Emléktáblája a pécsi Eszperantó Parkban (2010)

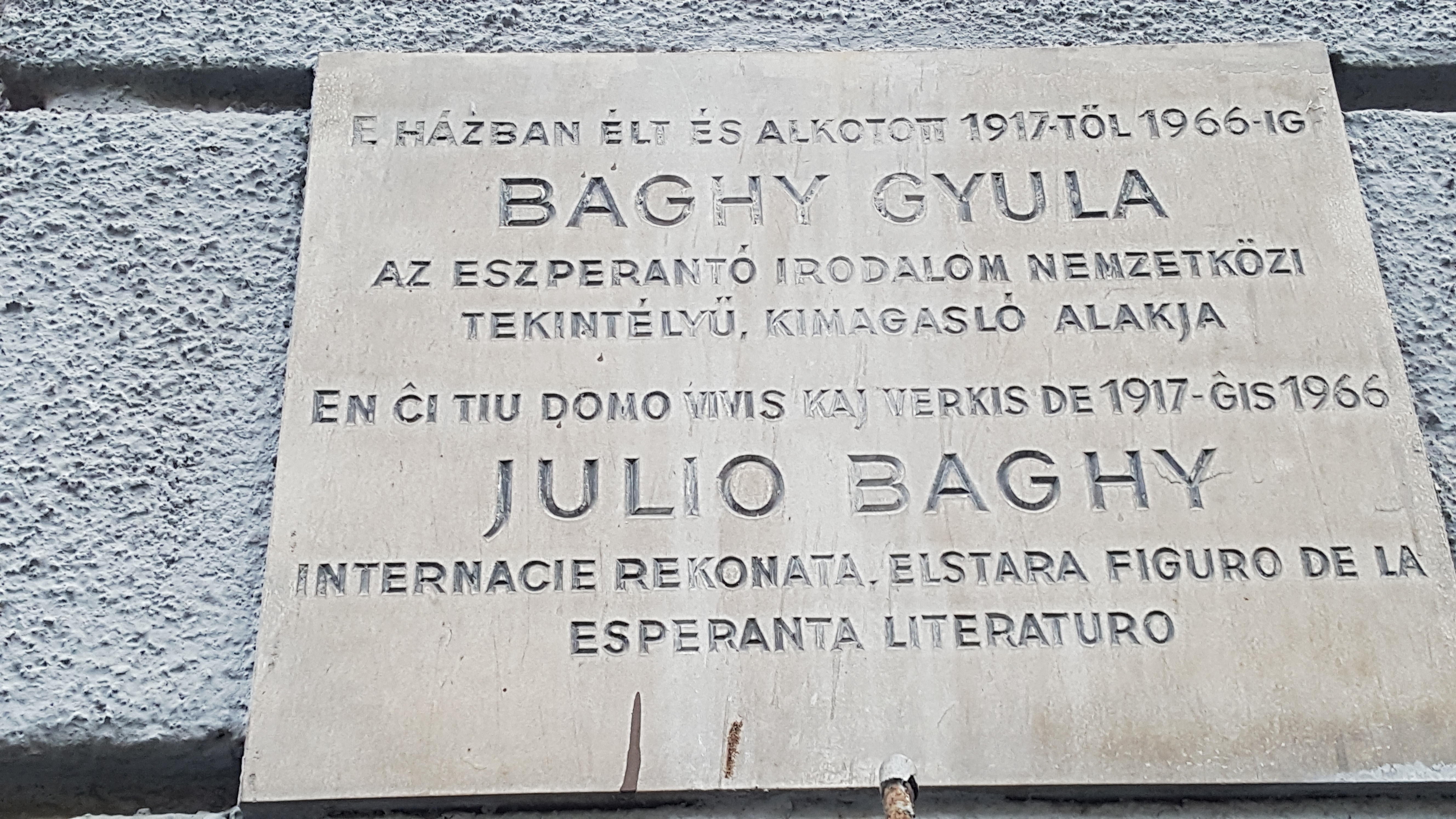
Emléktáblája Budapesten, a VII. kerületi Rottenbiller u. 66.-ban

- 2010. május 24-én a pécsi Eszperantó Parkban emléktáblát állítottak tiszteletére.

## Művei betűrendben
- Arĝenta duopo (Ezüst duó, Jubíleumi kötet Kalocsay Kálmánnal) – 1937
- Aŭtuna foliaro (Őszi lombok) – 1965, 1970
- Bukedo (Csokor) – 1922
- Ĉielarko (Szivárvány) – 1966
- Dancu, marionetoj! (Táncoljatok, marionettfigurák!) – 1927, 1931, 1933
- En maskobalo (Álacosbálban) 4 színdarab – 1977
- Eszperantó nyelvkönyv – 1958, 1959, 1960, 1962, 1963, 1965, 1967, 1968
- Gramatika demandaro resuma, Metodiko – demandaro címmel is (Nyelvtani összefoglaló kérdések) – 1967, 1972, 1977, 1982, 1989
- Heredaĵo (Örökség) – 1939
- Hura! (Hurrá!) – 1930, 1986
- Hurra für nichts!' (Hurrá! németül) – 1933

- Koloroj (Színek) – 1960

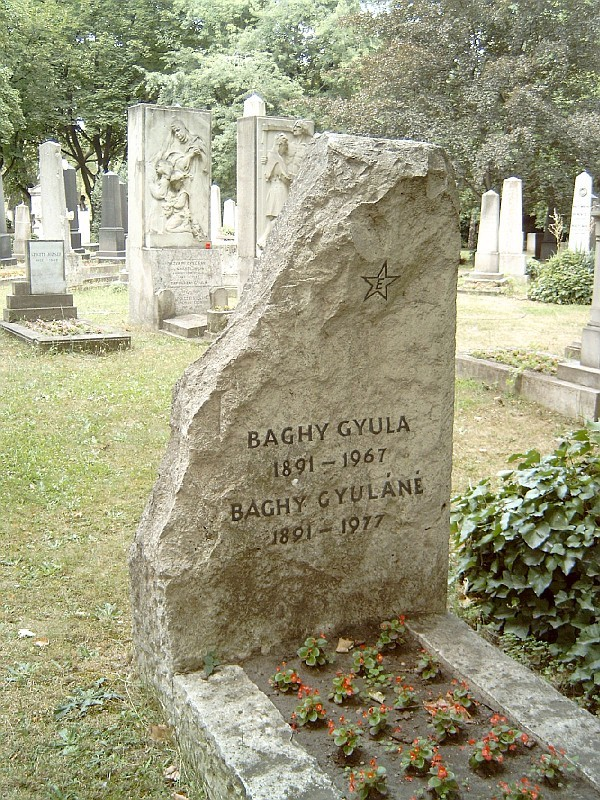
Baghy Gyula és feleségének sírja Budapesten. Kerepesi temető: 34/1-1-38

- La Teatra Korbo (Színházi kosár) – 1924, 1934
- La Vagabondo Kantas (A csavargó énekel) – 1933, 1937
- La verda koro (Zöld szív) – olvasókönyv 1937, 1937, 1947, 1947, 1948, 1954, 1962, 1965, 1969, 1969, 1978, 1982
- Le pintemps en automne (Tavasz az őszben – franciául) – 1961
- Migranta Plumo (Vándortoll) – 1923, 1929
- Nik Nek kaj Kat Jen (Nik Nek és Kat Jen) kb. 1970
- Ora duopo (Arany duó, jubíleumi kötet Kalocsay Kálmánnal) 1966
- Önoktató eszperantó nyelvmester – tankönyv – 1928, 1945, 1945, 1947
- Pilgrimo (Zarándoklat) – 1926, 1991
- Preter la vivo (Az élet mellett tovább) – 1923, 1931, 1991
- Printempo en la aŭtuno (Tavasz az őszben) – 1931, 1932, 1972
- Senrezulta dialogo (Eredménytelen párbeszéd) – 1951
- Sonĝe sub pomarbo (Az almafa alatt álmodva) – 1956, 1958
- Sur sanga tero (Véres földön) – 1933, 1991
- Tavasz az őszben (magyarul) 1930
- Verdaj Donkiĥotoj (Zöld Don Quijote-k) – 1933, 1996
- Viktimoj (Áldozatok) – 1925, 1928, 1930, 1991
- Viktimoj és Sur sanga tero egy kötetben – 1971